# James Troisi
Pour les articles homonymes, voir Troisi.
James Troisi est un footballeur international australien, né le 3 juillet 1988 à Adélaïde qui joue au poste de milieu offensif.

## Biographie

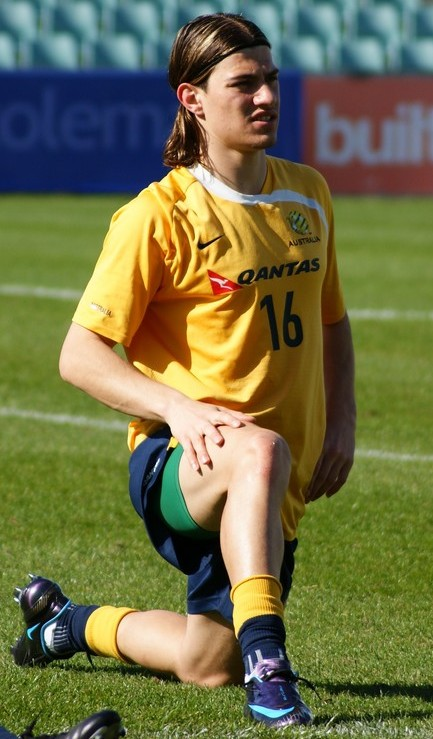
Troisi avec l'Australie en 2008

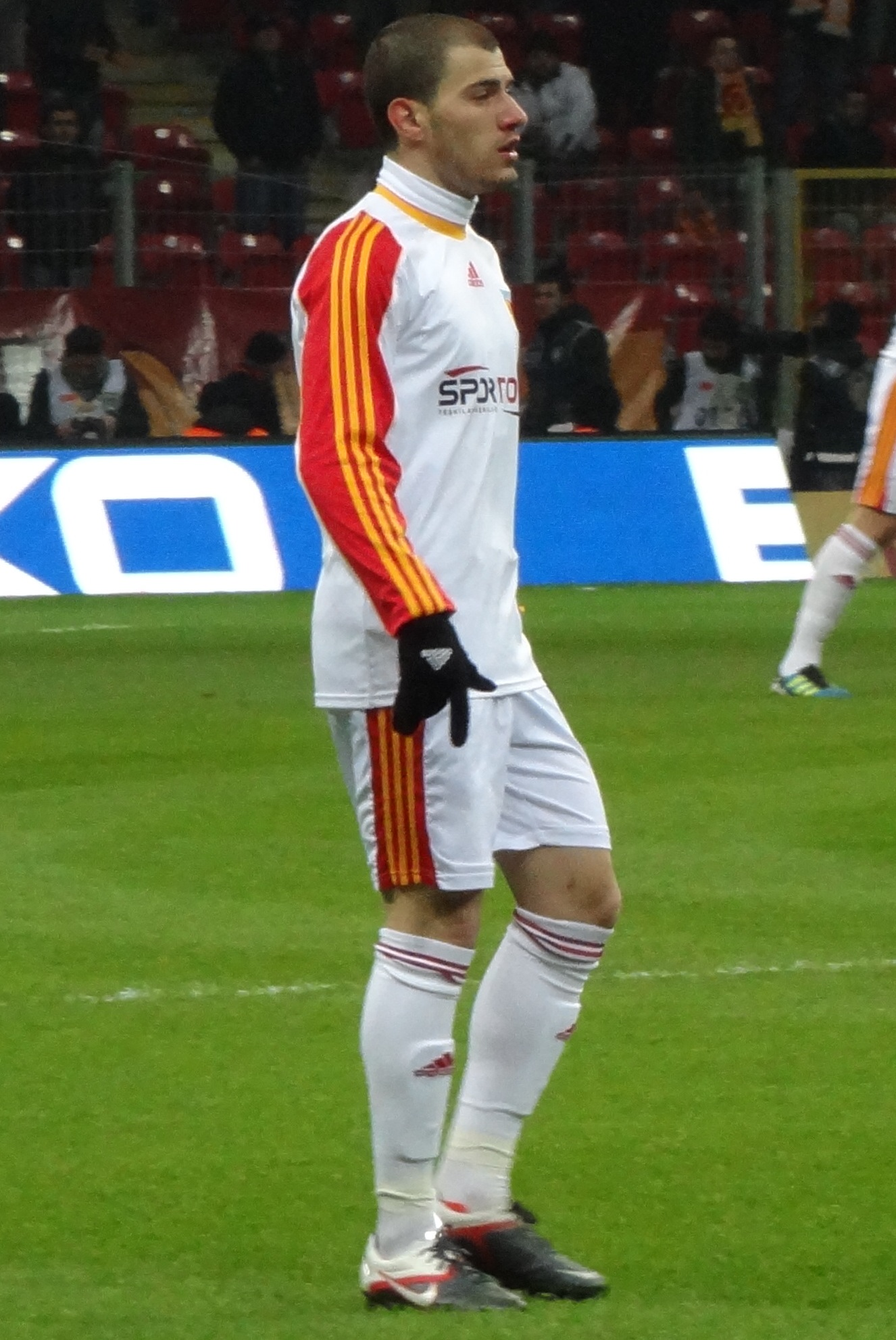
Troisi avec Kayserispor en 2012

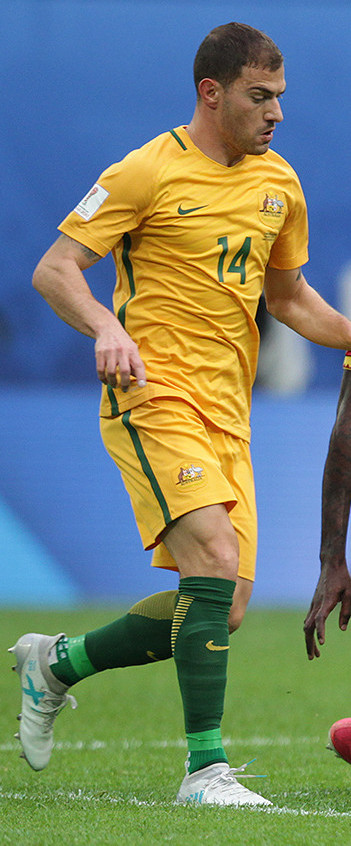
Troisi avec l'Australie à la Coupe des confédérations 2017

Le 5 octobre 2019, il s'engage pour deux saisons en faveur d'Adélaïde United.
Le 15 décembre 2020, Troisi signe pour deux ans aux Western Sydney Wanderers.

## Sélection nationale
Il a participé aux Jeux olympiques d'été de 2008 avec l'Australie.
En 2014, Troisi est sélectionné par l’entraîneur Ange Postecoglou pour participer à la Coupe du Monde au Brésil. Il y joue deux matchs mais ne peut éviter l'élimination des Socceroos en phase de poules.
En janvier 2015, Troisi participe avec l'Australie à la Coupe d'Asie des Nations 2015. Lors de la finale face à la Corée du Sud, il n'est pas titulaire mais remplace Robbie Kruse à la seconde mi-temps. James Troisi délivre l'Australie en marquant le but de la victoire à la 105e minute. 
Qualifiés grâce à leur victoire en Coupe d'Asie, Troisi et l'Australie participent à la Coupe des confédérations 2017, où il jouera trois matchs. Lors du dernier match face au Chili, Troisi marque le premier but de la rencontre, mais les Chiliens égaliseront (score final: 1-1), empêchant ainsi les Australiens de passer les phases de groupe. Troisi sera tout de même élu meilleur joueur du match.
En 2017, il aide son équipe à se qualifier à la Coupe du Monde 2018, notamment lors de la victoire 3-1 en barrages face au Honduras (victoire décisive qui était la dernière étape pour la qualification). Il n'est cependant pas sélectionné par le nouvel entraineur Bert van Marwijk pour participer au Mondial.

## Palmarès

### En club
- Melbourne Victory
  - Champion d'Australie en 2018

- Adélaïde United
  - Vainqueur de la Coupe d'Australie en 2019 (en)

### En sélection
- Australie
  - Vainqueur de la Coupe d'Asie de football en 2015

## Carrière
- 2001-2005 : Adélaïde City ( Australie)
- 2005-2008 : Newcastle United ( Angleterre)
- 2008-2009 : Gençlerbirliği ( Turquie)
- 2009-2012 : Kayserispor ( Turquie)
- 2012-2014 : Atalanta Bergame ( Italie)
  - 2013-2014 : Melbourne Victory ( Australie, prêt)
- 2014-2015 : Juventus Football Club ( Italie)
  - 2014-2015 : SV Zulte Waregem ( Belgique, prêt)
- 2015-jan. 2016 : Ittihad FC ( Arabie saoudite)
- fév. 2016-2016 : Liaoning Whowin ( Chine)
- 2016-2019 : Melbourne Victory ( Australie)
- 2019-2020 : Adélaïde United ( Australie)
- Depuis 2020 : Western Sydney Wanderers ( Australie)[7]